# اوله هوکانسون
اوله هوکانسون (سوئدی: Olle Håkansson; ۲۲ فوریهٔ ۱۹۲۷ – ۱۱ فوریهٔ ۲۰۰۱) بازیکن فوتبال اهل سوئد بود.
وی همچنین در تیم‌های ملی فوتبال سوئد بی و سوئد بازی کرده‌است.